# Masacrul de la Dalj
Masacrul de la Dalj  a fost uciderea a 56 sau 57 de croați la Dalj, Croația la 1 august 1991, în timpul Războiului de Independență al Croației. În plus față de victimele civile, au fost uciși 20 de polițiști croați, 15 trupe ale Gărzii Naționale Croate (ZNG) și patru apărători civili care apărau secția de poliție și construirea aprovizionării cu apă a satului. În timp ce unii dintre polițiști și trupele ZNG au murit în luptă, cei care s-au predat au fost uciși după ce au devenit prizonieri de război. Atacul în care au fost uciși a fost lansat de forțele sârbe combinate ale Regiunii Autonome Sârbe Slavonia Orientală, Baranja și Syrmia de Vest, Forțele de Apărare a Teritoriului susținute de Armata Populară Iugoslavă (Jugoslovenska Narodna Armija - JNA), sârbi voluntari și gărzi paramilitare.  
După atac, populația civilă non-sârbă din sat și din zona înconjurătoare a fost persecutată. Aceștia au fost forțați să-și părăsească casele, deoarece ar fi fost închiși, abuzați fizic sau uciși dacă nu ar fi făcut-o. După război, Tribunalul Penal Internațional pentru fosta Iugoslavie (TPII) a acuzat ofițeri de rang înalt ai Regiunii Autonome Sârbe Slavonia Orientală, Baranja și Syrmia de Vest și oficiali sârbi, inclusiv Slobodan Milošević și Goran Hadžić, de crime de război comise în Dalj. Crimele au fost relatate pe larg în mass-media germană, ceea ce a dus la formarea unei opinii publice în sprijinul Croației.